# Mauriceville, Texas
Mauriceville là một nơi ấn định cho điều tra dân số (CDP) thuộc quận Orange, tiểu bang Texas, Hoa Kỳ. Năm 2010, dân số của nơi này là 3252 người.

## Dân số
- Dân số năm 2000: 2743 người.
- Dân số năm 2010: 3252 người.